# Campo Tencia
Il Pizzo Campo Tencia è una montagna delle Alpi alta 3.071 m s.l.m. È la cima più alta del gruppo omonimo. Sulla parete nord-est della cima si trovano il Ghiacciaio Grande di Croslina e il Ghiacciaio Piccolo di Croslina che, fino all'inizio del ventesimo secolo, formavano un solo ghiacciaio.

## Storia
La prima ascensione a questa vetta venne descritta da G. Studer, nell'almanacco del CAS del 1868-1869. L'ascesa fu molto laboriosa. Partiti da Dalpe, aggirarono a sud il "Pizzo Penca", prima in val Chironico e poi in val di Prato, da dove raggiunsero la cresta est e poi la cima. Probabilmente il ghiacciaio a quei tempi doveva essere molto più vasto e inaccessibile.

## Descrizione
Il gruppo del Campo Tencia comprende una decina di cime, con altre tre vette sopra i 3000 m: il "Pizzo Penca" 3038 m il più meridionale, il "Pizzo Tenca" 3035 m e il "Pizzo Croslina" di 3012 m il più settentrionale. Il gruppo si estende tra i "Pizzi di Morghirolo", Val Piumogna, Valle Leventina, Val Chironico, Pizzo Barone, Val di Prato, Val Lavizzara. Il pizzo Campo Tencia è la montagna più alta interamente in territorio ticinese e si trova circa a metà tra il Basòdino e l'Adula, le due montagne più alte del cantone.

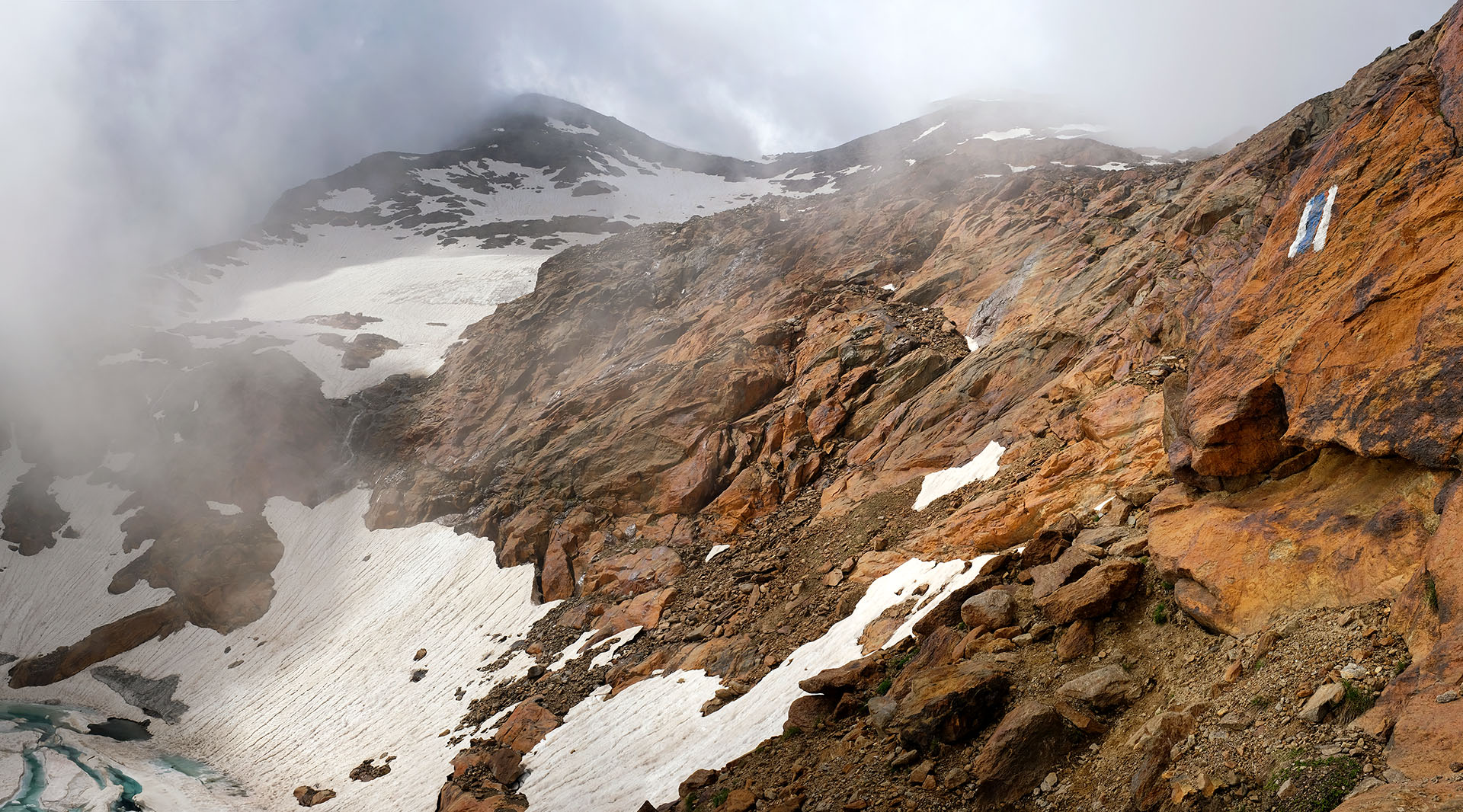
La vetta del Campo Tencia con il Ghiacciaio Grande di Croslina e il laghetto ai suoi piedi

## Rifugi
- La capanna del Campo Tencia del CAS, posta a 2140 m, in val Piumogna, situata proprio sotto il ghiacciaio, è il migliore campo base per raggiungere la vetta del Campo Tencia.

 Campo Tencia su Hikr.org
- La capanna dell'Alpe Sponda della SAT di Chiasso, posta a 1997 m s.l.m., in val Chironico, è più utilizzata per raggiungere il pizzo Penca o il pizzo Forno o come appoggio per l'attraversata verso la capanna del Campo Tencia.
- La capanna Sovèltra in val di Prato, Val Maggia, permette l'ascesa dal versante opposto al ghiacciaio.